# Kongthap Ruea Thai
La Reale marina militare thailandese (in thailandese กองทัพเรือ, ราชนาวี, Kongthap Ruea Thai, Ratcha Navy) è la marina militare della Thailandia che assieme al Kongthap Bok Thai (esercito) e alla Kongthap Akat Thai (aeronautica militare) è una delle tre forze armate alle dipendenze del Ministero della Difesa della nazione.
Fu istituita alla fine del XIX secolo durante il regno di re Rama V. La base navale principale è dislocata a Sattahip, nella costa orientale del golfo di Thailandia. Nella base navale di Songkhla c'è il comando dell'area occidentale del golfo, mentre il comando dell'area del mare delle Andamane si trova a Phuket. Il quartier generale è a Bangkok nel quartiere di Thonburi ed occupa il Palazzo Reale Wang Derm, che fu la residenza del re Taksin tra il 1768 ed il 1782.
Il Reale Corpo dei Marines Thailandese fa parte della Marina Militare, così come uno speciale nucleo anti-terroristico chiamato SEAL della Reale marina militare thailandese (con le stesse funzioni del Navy SEAL statunitense). Due distaccamenti aerei hanno le loro basi a Utapao e a Songkhla. La Thailandia è l'unico stato del sud-est asiatico ad avere in dotazione una portaerei: la HTMS Chakri Naruebet. Speciali unità pattugliano il fiume Mekong al confine con il Laos.

## Mezzi Aerei
Sezione aggiornata annualmente in base al World Air Force di Flightglobal del corrente anno. Tale dossier non contempla UAV, aerei da trasporto VIP ed eventuali incidenti accorsi durante l'anno della sua pubblicazione. Modifiche giornaliere o mensili che potrebbero portare a discordanze nel tipo di modelli in servizio e nel loro numero rispetto a WAF, vengono apportate in base a siti specializzati, periodici mensili e bimestrali. Tali modifiche vengono apportate onde rendere quanto più aggiornata la tabella.
| Aeromobile                     | Origine        | Tipo                              | Versione (denominazione locale) | In servizio (2024) | Note | Immagine |
| Aerei per impieghi speciali    |                |                                   |                                 |                    | |          |
| Dornier Do 228                 | Germania       | aereo da pattugliamento marittimo | Do 228 MPADo 228NG              | 7                  | 7 Do 228 MPA in servizio al dicembre 2020, due dei quali saranno aggiornati allo standard Do 228NG. |          |
| Fokker F27 Maritime            | Paesi Bassi    | aereo da pattugliamento marittimo | F27 MPA                         | 1                  | |          |
| Aeromobili a pilotaggio remoto |                |                                   |                                 |                    | |          |
| Schiebel Camcopter S-100       | Austria        | UAV                               | S-100                           | 2                  | Ordine annunciato dalla Schiebel, a riguardo del quale è stata solo specificata la consegna nel 2020, ma non il valore del contratto ed il numero degli esemplari ordinati. I primi due droni sono entrati in servizio nel 2020, mentre ad aprile 2022 ne sono stati ordinati ulteriori 2 esemplari. |          |
| Boeing Insitu RQ-21 Blackjack  | Stati Uniti    | UAS                               | RQ-21A                          | 1                  | 5 RQ-21A ricevuti dalla US Navy, il primo esemplare consegnato il 24 maggio 2022. |          |
| Elbit Hermes 900               | Israele        | UAS                               | Hermes 900                      | 0                  | 7 Hermes 900 ordinati a settembre 2022. |          |
| Aerei da trasporto             |                |                                   |                                 |                    | |          |
| Fokker F27 Friendship          | Paesi Bassi    | aereo da trasporto                | F27-400                         | 2                  | |          |
| Embraer ERJ 135                | Brasile        | Aereo da trasporto                | ERJ-135LR                       | 2                  | |          |
| Elicotteri                     |                |                                   |                                 |                    | |          |
| Bell 212                       | Stati Uniti    | elicottero utility                | Bell 212 Bell 412               | 8                  | |          |
| Airbus Helicopters H145M       | Unione europea | elicottero utility                | H145M                           | 5                  | 5 H145M ordinati ad ottobre 2014, con consegne iniziate ad aprile 2016. |          |
| Sikorsky SH-60 Seahawk         | Stati Uniti    | elicottero antisommergibile       | S-70B-7MH-60S                   | 8                  | 8 S-70B-7 ricevuti a partire dal 1997, più 2 MH-60S ricevuti nel 2011. |          |
| Sikorsky S-76                  | Stati Uniti    | SAR                               | S-76B                           | 4                  | 6 S-76B acquistati a partire dal 1996. |          |
| Westland Lynx                  | Regno Unito    | elicottero antisommergibile       | Super Lynx Mk. 110              | 2                  | 2 Super Lynx Mk.110 consegnati a partire dal 2004. |          |

### Aeromobili ritirati
- Lockheed P-3T Orion
- Canadair CL-214B
- Hawker Siddeley AV-8S Matador – 7 esemplari (1997-?)[15]
- Hawker Siddeley TAV-8S Matador – 2 esemplari (1997-?)[15]
- Vought A-7E Corsair II – 14 esemplari (1995-2007)
- Vought TA-7C Corsair II – 4 esemplari (1995-2007)